# Atletik under sommer-OL 2020 - hammerkast (damer)
Hammerkast for kvinder under Sommer-OL 2020 fandt sted den 1. august og 3. august 2021. Der var i alt 35 deltagere, fra 25 forskellige lande.
Den forsvarende olympiske mester Anita Włodarczyk fra Polen, vandt hendes tredje OL-guldmedalje i træk, med en vindende distance på 78.48 meter.

## Kalender
Alle tider er lokale UTC+9)
Kvindernes hammerkast, stod kun på over to dage.
| Dato                    | Tidspunkt | Runde         |
| ----------------------- | --------- | ------------- |
| Søndag, 1. august 2021  | 9:10      | Kvalifikation |
| Tirsdag, 3. august 2021 | 19:00     | Finale        |

## Resultar

### Kvalifikation
Kvalifikationsregler: kvalificerende distance: 73.50 (grønne) eller 12 bedste (grønne) avancerer til finalen.
| Rank | Gruppe | Name                | Nationalitet | 1     | 2     | 3     | Resultat |
| ---- | ------ | ------------------- | ------------ | ----- | ----- | ----- | -------- |
| 1    | A      | Anita Włodarczyk    | Polen        | 76.99 | -     | -     | 76.99    |
| 2    | B      | Wang Zheng          | Kina         | 71.69 | 74.29 | -     | 74.29    |
| 3    | A      | Brooke Andersen     | USA          | 71.32 | 74.00 | -     | 74.00    |
| 4    | B      | Camryn Rogers       | Canada       | 73.97 | -     | -     | 73.97    |
| 5    | A      | Alexandra Tavernier | Frankrig     | 72.34 | 73.51 | -     | 73.51    |
| 6    | A      | Julia Ratcliffe     | New Zealand  | 73.20 | 68.89 | 70.87 | 73.20    |
| 7    | B      | Gwen Berry          | USA          | 68.51 | 70.28 | 73.19 | 73.19    |
| 8    | B      | Malwina Kopron      | Polen        | 73.06 | x     | x     | 73.06    |
| 9    | B      | DeAnna Price        | USA          | 71.03 | 72.55 | x     | 72.55    |
| 10   | B      | Joanna Fiodorow     | Polen        | 72.32 | x     | x     | 72.32    |
| 11   | B      | Bianca Ghelber      | Rumænien     | 69.78 | 70.80 | 71.72 | 71.72    |
| 12   | A      | Sara Fantini        | Italien      | 71.68 | 69.26 | 69.27 | 71.68    |
| 13   | A      | Hanna Malyshchyk    | Hviderusland | 70.80 | x     | x     | 70.80    |
| 14   | B      | Silja Kosonen       | Finland      | 69.01 | 69.59 | 70.49 | 70.49    |
| 15   | A      | Na Luo              | Kina         | 69.86 | 69.62 | x     | 69.86    |
| 16   | A      | Hanna Skydan        | Aserbajdsjan | 67.93 | x     | 69.57 | 69.57    |
| 17   | A      | Zalina Petrivskaya  | Moldova      | 69.29 | x     | 67.86 | 69.29    |
| 18   | A      | Stamatia Scarvelis  | Grækenland   | 68.70 | 69.01 | x     | 69.01    |
| 19   | A      | Jillian Weir        | Canada       | 68.55 | x     | 68.68 | 68.68    |
| 20   | B      | Laura Igaune        | Letland      | 68.35 | 68.53 | 66.89 | 68.53    |
| 21   | B      | Iryna Klymets       | Ukraine      | 66.63 | x     | 68.29 | 68.29    |
| 22   | B      | Rosa Rodriguez      | Venezuela    | x     | 67.25 | 68.23 | 68.23    |
| 23   | B      | Lauren Bruce        | New Zealand  | 67.71 | 66.01 | 66.15 | 67.71    |
| 24   | B      | Samantha Borutta    | Tyskland     | 57.00 | 67.38 | 66.47 | 67.38    |
| 25   | B      | Martina Hrasnova    | Slovakiet    | 66.63 | x     | 66.55 | 66.63    |
| 26   | A      | Reka Gyuratz        | Ungarn       | x     | x     | 66.48 | 66.48    |
| 27   | A      | Tugce Sahutoglu     | Tyrkiet      | 64.23 | 66.06 | 65.66 | 66.06    |
| 28   | B      | Nastassia Maslava   | Hviderusland | 60.52 | x     | 65.15 | 65.15    |
| 29   | A      | Laura Redondo Mora  | Spanien      | x     | x     | 62.42 | 62.42    |
| 30   | A      | Iryna Novozhylova   | Ukraine      | x     | 58.77 | 59.85 | 59.85    |
| -    | A      | Krista Tervo        | Finland      | x     | x     | x     | —        |

### Final
| Rank | Atlet               | Nationalitet | 1     | 2     | 3     | 4               | 5               | 6               | Distance |
| ---- | ------------------- | ------------ | ----- | ----- | ----- | --------------- | --------------- | --------------- | -------- |
| 1    | Anita Włodarczyk    | Polen        | x     | 76.01 | 77.44 | 78.48           | x               | 77.02           | 78.48    |
| 2    | Wang Zheng          | Kina         | 73.21 | 75.30 | x     | 71.09           | x               | 77.03           | 77.03    |
| 3    | Malwina Kopron      | Polen        | x     | 73.09 | x     | 74.11           | 75.49           | 74.59           | 75.49    |
| 4    | Alexandra Tavernier | Frankrig     | 73.54 | x     | 70.81 | 72.64           | x               | 74.41           | 74.41    |
| 5    | Camryn Rogers       | Canada       | x     | 74.35 | x     | x               | 71.14           | x               | 74.35    |
| 6    | Bianca Ghelber      | Rumænien     | 70.15 | x     | 74.18 | 70.32           | 71.70           | x               | 74.18    |
| 7    | Joanna Fiodorow     | Polen        | x     | 73.09 | 73.46 | x               | 73.83           | x               | 73.83    |
| 8    | DeAnna Price        | USA          | x     | 72.87 | x     | 72.69           | x               | 73.09           | 73.09    |
| 9    | Julia Ratcliffe     | New Zealand  | 72.61 | 72.69 | 71.79 | Avancerede ikke | Avancerede ikke | Avancerede ikke | 72.69    |
| 10   | Brooke Andersen     | USA          | 72.16 | x     | x     | Avancerede ikke | Avancerede ikke | Avancerede ikke | 72.16    |
| 11   | Gwen Berry          | USA          | 67.66 | x     | 71.35 | Avancerede ikke | Avancerede ikke | Avancerede ikke | 71.35    |
| 12   | Sara Fantini        | Italien      | 67.55 | 69.10 | 67.91 | Avancerede ikke | Avancerede ikke | Avancerede ikke | 69.10    |